# Dawn of Chromatica
Dawn of Chromatica es el tercer álbum de remezclas de la cantautora estadounidense Lady Gaga, lanzado el 3 de septiembre de 2021 a nivel mundial bajo la distribución de Interscope Records. Se compone de catorce remezclas de canciones de su sexto álbum de estudio Chromatica (2020), con la participación de diversos músicos como Arca, Ashnikko, Charli XCX, Dorian Electra, Pabllo Vittar, Planningtorock y Rina Sawayama. 
El álbum recibió críticas mayormente positivas, con los expertos elogiando la experimentación y la diversidad de sonidos, especialmente en las remezclas de «911», «Replay» y «Free Woman». En el sitio agregador de reseñas Metacritic acumuló 74 puntos de 100, con lo que se convirtió en el álbum de remezclas mejor calificado de Gaga. En términos comerciales, Dawn of Chromatica ingresó a los listados semanales de países como Australia, Canadá, Italia y Nueva Zelanda. En los Estados Unidos, alcanzó la cima del Dance Electronic Albums, lo que marcó el séptimo número 1 de Gaga en la lista.

## Antecedentes y lanzamiento
El 4 de abril de 2021, BloodPop, principal productor de Chromatica (2020), comentó a través de Twitter que existía la posibilidad de un álbum de remezclas y preguntó a sus seguidores a cuáles artistas les gustaría ver involucrados en el proyecto. Poco después confirmó que estaba trabajando con Rina Sawayama en una pista y también con Charli XCX en una remezcla de «911», además que estaba interesado en incluir la versión de «Babylon» utilizada en los primeros comerciales de Haus Laboratories. Un mes después, el 8 de mayo, BloodPop confirmó la participación de Dorian Electra en una remezcla de «Replay». En una entrevista durante los premios Brit, Sawayama habló del álbum diciendo que ya había grabado su parte y se estaba trabajando en el disco. Días más tarde, Charli XCX confirmó que ya había empezado a trabajar en la remezcla de «911». Por otra parte, Bree Runway también reveló que había trabajado en el álbum, concretamente en una remezcla de «Babylon» ajena a la que había dicho BloodPop.
El 10 de agosto, Ashnikko confirmó su participación en el álbum, mientras que Gaga hizo mención del trabajo por primera vez por medio de Twitter. En los días posteriores, Pabllo Vittar dio pistas de que había trabajado en una remezcla de «Fun Tonight», mientras que Lil Texas confirmó su participación publicando un adelanto de su remezcla de «Sine from Above». BloodPop confirmó que el álbum sería lanzado en agosto de ese año, pero casi al finalizar el mes, explicó que la decisión quedaba de parte del sello discográfico. El 30 de agosto, Gaga reveló a través de Twitter que el álbum se titularía Dawn of Chromatica y sería lanzado el 3 de septiembre, e incluiría un total de catorce remezclas; dos para «Babylon» y una por cada canción de la edición estándar, sin contar los interludios. También fue revelada la portada, la cual era un derivado de la carátula original del disco, pero con tonalidades verdes y la cantante siendo devorada por un monstruo.
Inicialmente se había reportado que Grimes había participado en la realización del álbum con la remezcla de los tres interludios de Chromatica; sin embargo, tales contribuciones finalmente no figuraron en el disco. BloodPop también había hablado sobre la potencial inclusión de unas canciones trabajadas con colaboración de Sophie, pero estas tampoco terminaron dentro del proyecto.

## Recepción

### Respuesta crítica
En el sitio agregador de reseñas Metacritic, Dawn of Chromatica logró una puntuación de 74 sobre 100, basado en cuatro críticas profesionales. Con ello, se convirtió en el álbum de remezclas mejor calificado de Gaga. Sebas E. Alonso del sitio web Jenesaispop calificó al disco con 7.6 puntos de 10 y lo describió como «atrevido como aquel vestido de carne, explosivo como las metratetas, impredecible como las performances televisivas de la cantante, divertido como Volantis». Robin Murray de la revista Clash le otorgó 8 puntos de 10 y dijo que es «un brillantemente entretenido álbum de remezclas», además de expresar que: «Esta recopilación de remezclas es una excusa para adorar a Lady Gaga por sus habilidades como curadora cultural, uno de los pocos (o únicos) talentos pop interestelar verdaderos». Alexa Camp de Slant Magazine fue menos receptiva dándole una calificación de 2.5 estrellas sobre 5 y comentó que: «El álbum es una mezcla, que oscila salvajemente entre microgéneros y calidad de una pista a otra. Si el álbum original favorecía los ganchos del pop sobre la invención musical, muchas de las versiones de Dawn of Chromatica son ruidosas o simplemente no tienen melodía».

### Rendimiento comercial
Dawn of Chromatica debutó en la posición número 66 del Billboard 200 de los Estados Unidos con 11 mil unidades vendidas en su primera semana. También debutó en el primer puesto del listado Dance/Electronic Albums y se convirtió en el séptimo álbum de Gaga en lograrlo, que con ello empató a Louie DeVito como la artista con la mayor cantidad de discos número uno. Igualmente, Gaga se convirtió en la primera artista en ocupar las primeras cuatro posiciones del listado de forma simultánea, con Born This Way (2011) en el segundo puesto de esa semana, The Fame (2008) en el tercero y Chromatica (2020) en el cuarto.

## Lista de canciones
| Dawn of Chromatica |                                                                            | |          |  |
| N.º                | Título                                                                     | Escritor(es) | Duración |  |
| 1.                 | «Alice» (remezcla por LSDXOXO)                                             | Gaga, BloodPop, Axwell, Johannes Klahr, Justin Tranter                                                                                     | 2:40     |  |
| 2.                 | «Stupid Love» (remezcla por Coucou Chloe)                                  | Gaga, BloodPop, Tchami, Max Martin, Ely Rise                                                                                               | 2:36     |  |
| 3.                 | «Rain on Me» (remezcla por Arca)                                           | Gaga, Ariana Grande, BloodPop, Nija Charles, Rami Yacoub, Boys Noize, Burns, Tchami                                                        | 4:23     |  |
| 4.                 | «Free Woman» (remezcla por Rina Sawayama y Clarence Clarity)               | Gaga, BloodPop, Axwell, Klahr | 3:53     |  |
| 5.                 | «Fun Tonight» (remezcla por Pabllo Vittar)                                 | Gaga, BloodPop, Burns, Yacoub | 2:20     |  |
| 6.                 | «911» (remezcla por Charli XCX y A. G. Cook)                               | Gaga, BloodPop, Madeon, Tranter | 4:13     |  |
| 7.                 | «Plastic Doll» (remezcla por Ashnikko)                                     | Gaga, BloodPop, Skrillex, Jacob Hindlin, Yacoub                                                                                            | 2:29     |  |
| 8.                 | «Sour Candy» (remezcla por Shygirl y Mura Masa)                            | Gaga, BloodPop, Burns, Yacoub, Madison Love, Teddy Park                                                                                    | 3:45     |  |
| 9.                 | «Enigma» (remezcla por DOSS)                                               | Gaga, BloodPop, Hindlin, Burns | 4:29     |  |
| 10.                | «Replay» (remezcla por Dorian Electra)                                     | Gaga, BloodPop, Burns | 3:49     |  |
| 11.                | «Sine from Above» (remezcla por Lil Texas, Chester Lockhart y Mood Killer) | Gaga, Elton John, BloodPop, Axwell, Yacoub, Rice, Klahr, Ryan Tedder, Richard Zastenker, Sebastian Ingrosso, Vincent Ponte, Salem Al Fakir | 4:10     |  |
| 12.                | «1000 Doves» (remezla por Planningtorock)                                  | Gaga, BloodPop, Yacoub, Tchami | 5:05     |  |
| 13.                | «Babylon» (remezcla por Bree Runway y Jimmy Edgar)                         | Gaga, BloodPop, Burns | 2:48     |  |
| 14.                | «Babylon» (versión de Haus Labs)                                           | Gaga, BloodPop, Burns | 3:01     |  |
| 49:41              |                                                                            | |          |  |

## Posicionamiento en listas
| América           |                          |     |
| Canadá            | Canadian Albums          | 89  |
| Estados Unidos    | Billboard 200            | 66  |
| Estados Unidos    | Dance Electronic Albums  | 1   |
| Europa            |                          |     |
| Bélgica (Flandes) | Ultratop 200 Albums      | 67  |
| Bélgica (Valonia) | Ultratop 200 Albums      | 119 |
| Francia           | French Albums Chart      | 108 |
| Irlanda           | Irish Albums Chart       | 45  |
| Italia            | Italian Albums Chart     | 49  |
| Lituania          | Lithuanian Albums        | 72  |
| Países Bajos      | Dutch Albums Top 100     | 97  |
| Reino Unido       | UK Albums Chart          | 56  |
| Oceanía           |                          |     |
| Australia         | Australian Albums Chart  | 31  |
| Nueva Zelanda     | New Zealand Albums Chart | 32  |